# Anthony Ruivivar

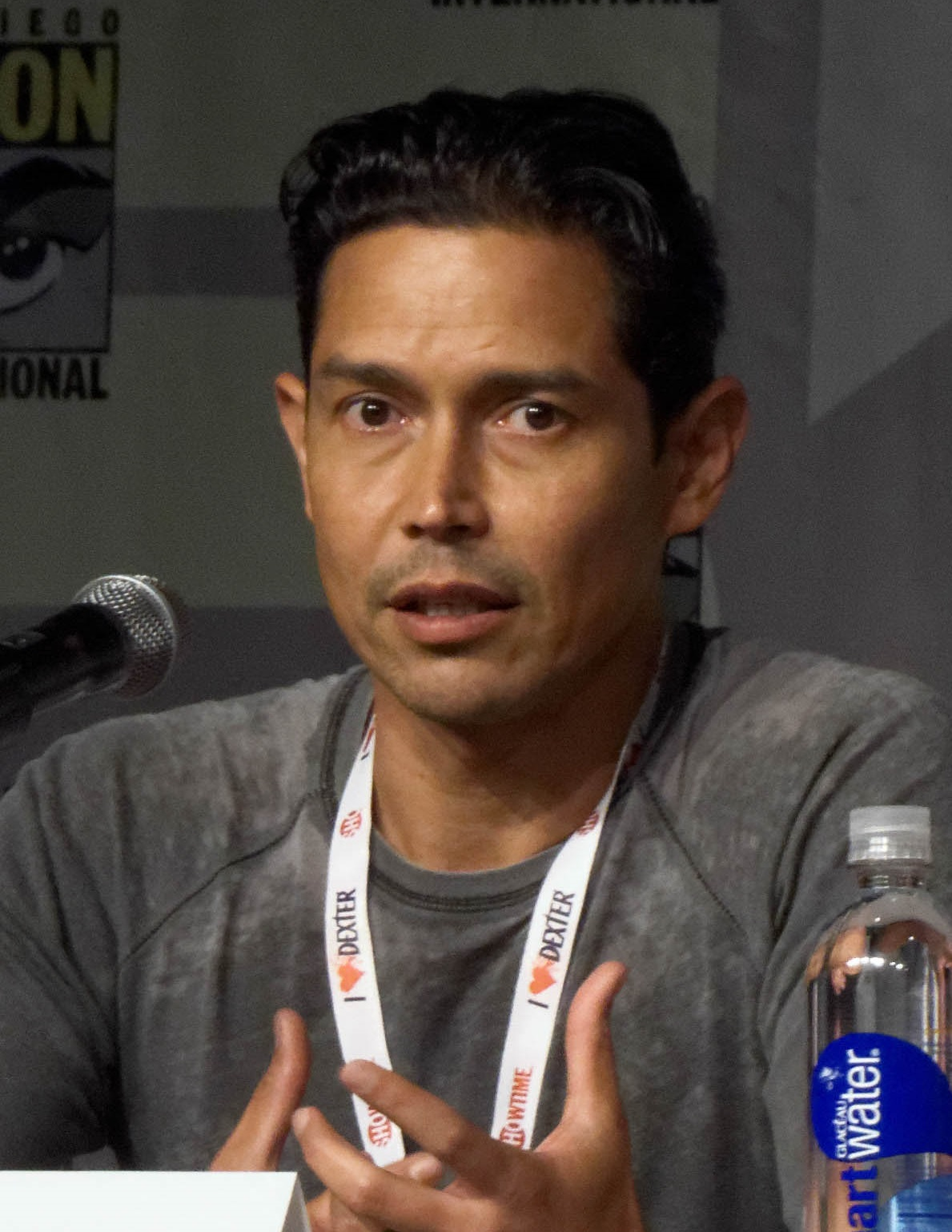
Anthony Ruivivar (2013)

Anthony Michael Ruivivar (* 4. November 1970 in Honolulu, Hawaii, USA) ist ein US-amerikanischer Schauspieler. Bekannt wurde er dem deutschen Publikum durch die Rolle des New Yorker Sanitäters Carlos Nieto in der Serie Third Watch – Einsatz am Limit.

## Filmografie (Auswahl)
- 1994: Wolfsblut 2 – Das Geheimnis des weißen Wolfes (White Fang 2: Myth of the White Wolf)
- 1996: Race the Sun – Im Wettlauf mit der Zeit (Race the Sun)
- 1997: Law & Order (Fernsehserie, Episode 7x18)
- 1997: Starship Troopers
- 1998: High Art
- 1998: Harvest
- 1999: Einfach unwiderstehlich (Simply Irresistible)
- 1999: Saturn
- 1999–2005: Third Watch – Einsatz am Limit (Third Watch, Fernsehserie, 131 Episoden)
- 2000: Swimming
- 2001: Medical Investigation (Fernsehserie, Episode 1x17)
- 2004: Poster Boy
- 2006: Close to Home (Fernsehserie, Episode 1x16)
- 2007: Numbers – Die Logik des Verbrechens (NUMB3RS, Fernsehserie, Episode 3x13)
- 2007: Criminal Minds (Fernsehserie, Episode 2x19)
- 2007: Traveler (Fernsehserie, 8 Episoden)
- 2007: CSI: Vegas (CSI: Crime Scene Investigation, Fernsehserie, Episode 8x06)
- 2007: Chuck (Fernsehserie, Episode 1x09–1x10)
- 2008: Play Dead
- 2008: Tropic Thunder
- 2009: Lie to Me (Fernsehserie, Episode 1x03)
- 2010–2011: The Whole Truth (Fernsehserie, 10 Episoden)
- 2011: Der Plan (The Adjustment Bureau)
- 2011: Tage der Unschuld (Silent Witness, Fernsehfilm)
- 2012: Major Crimes (Fernsehserie, 3 Episoden)
- 2012: The Mentalist (Fernsehserie, Episode 5x09)
- 2013: Southland (Fernsehserie, 7 Episoden)
- 2013: Castle (Fernsehserie, Episode 6x08)
- 2013–2015: Banshee – Small Town. Big Secrets. (Banshee, Fernsehserie, 17 Episoden)
- 2014: Beauty and the Beast (Fernsehserie, 4 Episoden)
- 2014: Hawaii Five-0 (Fernsehserie, 4 Episoden)
- 2015: Navy CIS: L.A. (Fernsehserie, Episode 7x06)
- 2015–2016: Gortimer Gibbon – Mein Leben in der Normal Street (Gortimer Gibbon’s Life on Normal Street, Fernsehserie, 5 Episoden)
- 2016: Quantico (Fernsehserie, Episode 1x01)
- 2016: Scream (Fernsehserie, 12 Episoden)
- 2016–2017: Frequency (Fernsehserie, 9 Episoden)
- 2017: Lost Cat Corona
- 2017: Blue Bloods – Crime Scene New York (Fernsehserie, Episode 7x22)
- 2018: Spuk in Hill House (The Haunting of Hill House, Fernsehserie, 8 Episoden)
- 2021: Scott & Huutsch (Turner & Hooch, Fernsehserie, 12 Episoden)
- 2021: Navy CIS: Hawaiʻi (Fernsehserie, 7 Episoden)